# Apeadero de Águas Santas
El Apeadero de Águas Santas/Palmilheira, también conocido como Estación de Águas Santas, es una plataforma ferroviaria de la línea del Miño, que sirve al Ayuntamiento de la Maia, en el Distrito de Porto, en Portugal.

## Características y servicios
Este apeadero es utilizado por los servicios urbanos de Porto-Guimarães y Porto-Braga.

## Historia
El tramo entre Porto y Braga, en el cual se inserta, abrió a la explotación el 21 de mayo de 1875. En 1933, fue aprobada, por la Comisión Administrativa del Fondo Especial, la construcción de una plataforma para pasajeros en este apeadero.